# OeK T 1
Der Triebwagen OeK T 1 war ein Triebwagen der Obereichsfelder Kleinbahn AG. Er wurde für den Betrieb auf der Kleinbahn Silberhausen–Hüpstedt beschafft. Der OeK T 1 gilt als einer der ersten Fahrzeuge der so genannten Wettiner Triebwagen und erhielt bei der Kleinbahnabteilung des Provinzialverbandes Sachsen die Bezeichnung T 3. Der Triebwagen wurde 1949 von der Deutschen Reichsbahn als VT 135 547 übernommen und bekam ab 1970 formell die neue EDV-Bezeichnung 186 034-5. Das Fahrzeug war bis zum Anfang der 1970er Jahre aktiv.

## Geschichte
Seit dem Wegfall des Kalibergbaus 1924 war die wirtschaftliche Situation der Obereichsfelder Kleinbahn AG stets schwierig. Somit wurde der letzte von der WUMAG hergestellte Kleine Wettiner hier eingesetzt, um einer 1929 gegründeten Buslinie erfolgreich Konkurrenz zu bieten.
Durch den Einsatz des OeK T 1 konnten mehr Fahrgäste auf die Schiene gelockt und die Betriebskosten auf ein Minimum reduziert werden. Mit dem Abbau der Bahnstrecke Silberhausen–Hüpstedt als Reparationsleistung 1947 wurde der OeK T1 zunächst zur Halle-Hettstedter Eisenbahn-Gesellschaft umgesetzt, wo er auf der Bahnstrecke Gerbstedt–Friedeburg eingesetzt wurde. Dort musste das Fahrzeug wegen eines Motorschadens abgestellt werden. Dem Fahrzeug wurde die Antriebsanlage ausgebaut, und es wurde als Beiwagen auf der Bahnstrecke Wallwitz–Wettin eingesetzt. Anfang der 1950er Jahre wurde der Triebwagen wieder mit einem Antriebsmotor versehen und als VT 135 547 bezeichnet. Das Fahrzeug wurde noch nach 1970 als 186 034-5 bezeichnet und gilt seit 1972 als ausgemustert.

## Konstruktive Merkmale
Der Triebwagen gehörte zu einer Serie von Triebwagen für die Kleinbahnen in der Provinz Sachsen, von denen die Waggon- und Maschinenbau Görlitz (WUMAG) in Görlitz 1933 die Konstruktion erstellt hatte. Dieses Fahrzeug gehörte zu einer Serie mit vier Triebwagen, die von der WUMAG hergestellt wurden.
Das Untergestell und das Kastengerippe, das außen mit 1,5 mm starkem Blech verkleidet war, bestanden aus elektrisch verschweißten Baustahlprofilen. Konstruiert waren die Fahrzeuge als Solofahrzeuge. Dafür hatten sie anfangs keine Zug- und Stoßvorrichtung. Für den Beiwagenbetrieb wie bei der KWW wurden sie später mit leichter Zug- und Stoßeinrichtung versehen. Als Bremseinrichtung besaßen sie eine einlösige Bremse der Bauart Knorr, die für einen Beiwagenbetrieb vorgesehen war. Gebremst wurden die Achsen nur einseitig. Gesandet wurde die Antriebsachse. Die Inneneinrichtung unterteilte sich in das Fahrgastabteil und die beiden Führerstände. Diese waren durch Trennwände und Drehtüren voneinander getrennt. Der Fußboden bestand aus Kiefernholz, das mit Linoleum belegt war. Über Klappen im Fußboden konnte die Maschinenanlage gewartet werden. Das Fahrzeug hatte 37 gepolsterte Sitzplätze mit Armlehnen, zur damaligen Zeit eine Verbesserung des Reisekomforts. Auf Grund der kurzen Streckenlänge wurde auf eine Toilette verzichtet.
Angetrieben wurden das Fahrzeug von einem Sechszylinder-Viertakt-Dieselmotor OM 65 von Mercedes-Benz. In den 1950er Jahren wurde der verschlissenen Originalmotor durch einen Austauschmotor aus dem Kombinat Industrieverband Fahrzeugbau (IFA) ersetzt. Die Kraftübertragung erfolgte über das Mylius-Getriebe und ein Achswendegetriebe, das mit einer Drehmomentstütze versehen war. Beheizt war das Fahrzeug über eine Warmwasserheizung, die so ausgelegt war, dass das Innere des Wagens bei −20 °C Außentemperatur auf +20 °C beheizt werden konnte.